# 松本染升
松本 染升（、1903年〈明治36年〉3月20日 - 1985年〈昭和60年〉8月12日）は、日本の男性俳優、歌舞伎役者。本名は野村 八郎（）。1915年に養子に入り、以後は中村 八郎（なかむら はちろう）と名乗った。屋号は高麗屋、定紋は四つ花菱である。

## 人物・来歴
1903年（明治36年）3月20日、東京市牛込区に野村八郎として生まれる。1915年（大正4年）、神奈川県川崎市の中村家に養子に入り、以後は中村八郎と称した。
川崎尋常小学校卒業後、1923年（大正12年）、七世松本幸四郎門下となり松本錦三郎と名乗り市村座の舞台に立つ。1935年（昭和10年）には歌舞伎座で名題に昇進、以後は初代・松本染升と名乗る。当時は、女形を得意としていた。
1942年（昭和17年）、前進座に移籍。第二次世界大戦後の1951年（昭和26年）からは前進座ユニットの映画にも端役出演するようになり、1956年（昭和31年）に前進座を退団して映画俳優となる。東宝、日活、松竹、東映で活躍し、特撮作品、若大将シリーズ、クレージー・キャッツシリーズ、渡り鳥シリーズ、赤木圭一郎主演作などの人気シリーズから、黒澤明の大作映画や川島雄三などの文芸作品、そして日活アクションから時代劇にいたるまで幅広いジャンルの映画に出演。
1971年（昭和46年）に68歳で二代目尾上松緑傘下に入り歌舞伎に復帰。以降は歌舞伎に専念する。
1985年（昭和60年）8月12日、死去した。満82歳没。(同日に発生した日本航空123便墜落事故とは無関係)

## 家族構成
- 兄：野村操（新派俳優）
- 息子：中村直太郎（俳優）
- 娘婿：加地健太郎（俳優）

## 出演作品

### 映画
- どっこい生きてる（1951年、前進座） - 簡易宿泊所亭主
- 箱根風雲録（1952年、新星映画社）
- 女優（1956年、近代映画協会） - 番頭山野
- 台風騒動記（1956年、山本プロ）
- 桂小五郎と近藤勇 龍虎の決戦（1957年、新東宝） - 相川源左衛門（会津藩士）
- 「元禄忠臣蔵 大石最後の一日」より 琴の爪（1957年、東宝） - 吉田忠左衛門
- 海の野郎ども（1957年、日活） - 菊浦
- 二宮尊徳の少年時代（1957年、東映）
- 夜の鼓（1958年、現代ぷろだくしょん） - 成山忠太夫
- 夜の狼（1958年、日活） - 立花秀彦
- 嵐の中を突っ走れ（1958年、日活） - 上月順治郎
- 完全な遊戯（1958年、日活） - 虎松親分
- 第五福竜丸（1959年、近代映画協会＝新世紀映画） - 西山与市（船元）
- 人間の壁（1959年、山本プロ） - 雲海和尚
- 群集の中の太陽（1959年、日活） - 南圭介
- 逃亡者（1959年、日活） - 伊吹半造
- だから言ったじゃないの（1959年、日活） - 光村
- 二連銃の鉄（1959年、日活） - 花村
- 絞首台の下（1959年、日活） - 刑務所長
- その壁を砕け（1959年、日活） - 石工の親方
- 海の罠（1959年、日活） - ビルマ人
- 汚れた顔（1959年、日活） - 秋本係長
- 夜霧の空港（1959年、日活） - 雨宮秀明
- にあんちゃん（1959年、日活） - 福島精肉店主
- 花嫁さんは世界一（1959年、東京映画） - 矢島与市
- 男なら夢をみろ（1959年、日活） - 岩淵
- 刑事物語シリーズ（日活）
  - 刑事物語 東京の迷路（1960年） - 小淵
  - 刑事物語 殺人者を挙げろ（1960年） - 原社長
  - 刑事物語 灰色の暴走（1960年） - 前山
- 渡り鳥シリーズ（日活）
  - 口笛が流れる港町（1960年） - 相良五平
  - 渡り鳥故郷へ帰る（1962年） - 筧修太郎
- 銀座旋風児シリーズ（日活）
  - 銀座旋風児 目撃者は彼奴だ（1960年） - 木戸川義策
  - 銀座旋風児 嵐が俺を呼んでいる（1961年） - 佐伯
- やくざの詩（1960年、日活） - 黒沢組社長
- 飢えた牙（1960年、日活） - 桑島
- 非情都市（1960年、東宝） - 兵藤健
- 邪魔者は消せ（1960年、日活） -  真島卓三
- 地図のない町（1960年、日活） - 川西辰次
- 俺は流れ星（1960年、日活） - 松原社長
- 私は忘れない（1960年、松竹） - 長老
- サラリーマン目白三平 亭主のためいきの巻（1960年、東宝） - 柏木雄太郎
- この髭百万ドル（1960年、日活） - 大臣
- 悪い奴ほどよく眠る（1960年、東宝＝黒澤プロ） - 波多野（大竜建設社長）
- 喧嘩太郎（1960年、日活） - 浅岡代議士
- 摩天楼の男（1960年、日活） - 轟礼之助
- 竜巻小僧（1960年、日活） - 柴田常務
- 錆びた鎖（1960年、日活） - 小坂善作
- 「赤坂の姉妹」より 夜の肌（1960年、東京映画） - 垣花富保
- ガス人間第一号（1960年、東宝） - 紋太夫[6]
- みな殺しの歌より 拳銃よさらば!（1960年、東宝） - 佐野刑事
- 名もなく貧しく美しく（1961年、東宝） - 竜光寺泉心
- 猫と鰹節 ある詐話師の物語（1961年、東宝） - 白井
- 若い狼（1961年、東宝） - 山崎十造（貝山一家会長）
- 南の風と波（1961年、東宝） - 川島
- サラリーマン奥様心得帖（1961年、東宝） - 今泉専務
- 俺はトップ屋だ 第二の顔（1961年、日活） - 西島軍一郎
- でかんしょ風来坊（1961年、日活） - 白坂総長
- 別れて生きるときも（1961年、東宝） - 弁護士
- 金づくり無法時代（1961年、東京映画） -  椎熊理事長
- 東京夜話（1961年、東京映画） - パチンコ屋
- 機動捜査班シリーズ（日活）
  - 機動捜査班 罠のある街（1961年） - 荻野
  - 機動捜査班 東京危険地帯（1961年） - 山田
  - 機動捜査班 群狼の街（1962年） - 坂巻
- 「挑戦」より 愛と炎と（1961年、東宝） - 支社長
- 太陽、海を染めるとき（1961年、日活） - 飯岡
- 赤い荒野（1961年、日活） - 松村
- 喜劇 駅前団地（1961年、東京映画） - 荒岩虎吉
- ノサップの銃（1961年、日活） - 羽幌炭礦の社長
- 街（1961年、ニュー東映） - 宇田川
- 紅の銃帯（1961年、日活） - 仙田省太郎
- 黒い画集 第二話 寒流（1961年、東宝） - 渡辺重役
- 花影（1961年、東京映画） - 中華そば屋の親爺
- 黒い傷あとのブルース（1961年、日活） - 堤組・提
- 猫が変じて虎になる（1962年、日活） - 大宅佐兵衛
- その場所に女ありて（1962年、東宝） - 宣伝部長
- 黒いダイス（1962年、日活） - 大島春太郎
- 借別の歌（1962年、日活） - 利根
- 霧子の運命（1962年、松竹） - 村長
- 英語に弱い男 男は東西は西（1962年、日活） - 鈴木鶴松
- 重役候補生No.1（1962年、東宝） - 鬼ヶ島社長
- 社長シリーズ（東宝）
  - 続・社長洋行記（1962年） - タイガー公司重役
  - 続・社長千一夜（1967年）
- 若大将シリーズ（東宝）
  - 日本一の若大将（1962年） - 重役A
  - フレッシュマン若大将（1969年） - 試験官A
- ゴジラシリーズ（東宝）
  - キングコング対ゴジラ（1962年） - 大貫博士[1][2][3]
  - 三大怪獣 地球最大の決戦（1964年） - 円盤クラブ会長[1][3]
  - 怪獣大戦争（1965年） - 宗教代表[1][3]
- 妖星ゴラス（1962年、東宝） - 政府関係者[7][注釈 3]
- サラリーマン物語 新入社員第一課（1962年、日活） - 安井一郎
- かあさん長生きしてね（1962年、松竹） - 松本
- 七人の刑事（1963年、松竹） - 野島
- さすらいのトランペット（1963年、日活） - 雲海和尚
- 波止場の賭博師（1963年、日活） - 黒川のボス
- 無法松の一生（1963年、東映）- 結城豊蔵
- 台所太平記（1963年、東宝）
- イチかバチか（1963年、東宝） - 東山市市議会議長
- 男の紋章（1963年、日活） - 徳田野
- あの橋の畔で 完結篇（1963年、松竹） - 祖父の友人
- クレージー映画（東宝）
  - 香港クレージー作戦（1963年） - ナイトクラブの支配人
  - 日本一のホラ吹き男（1964年） - 重役A
  - 大冒険（1965年） - 日本艦隊司令[8]
  - クレージーの無責任清水港（1966年） - 鷹岡の勘助
  - クレージー大作戦（1966年） - 暗黒街のボス
  - クレージーの怪盗ジバコ（1967年） - 京都の捜査主任
  - クレージーの大爆発（1969年） - 金魂の責任者
- 人斬り笠（1964年、東映） - 三輪の留次郎
- 無頼無法の徒 さぶ（1964年、日活） - 徳兵衛
- 越後つついし親不知（1964年、東映） - 沖中専造
- 鮫（1964年、東映） - 名主
- 赤いダイヤ（1964年、東映） - 松崎辰治
- 馬鹿まるだし（1964年、松竹） - 旅一座座長
- 鬼婆（1964年、近代映画協会＝東京映画） - 落武者A
- 国際秘密警察 火薬の樽（1964年、東宝） - 黒木隼人
- 鉄火場破り（1964年、日活） - 滝沢親分
- 暗黒街全滅作戦（1965年、東宝） - 根津大作
- 肉体の学校（1965年、東宝） - 元侯爵
- 陽のあたる椅子（1965年、、東宝） - 平川の父親
- 河内ぞろ あばれ凧（1965年、日活） - 嵐三十郎
- すっ飛び野郎（1965年、松竹） -  船屋善兵衛
- 大日本殺し屋伝（1965年、日活） - 安西
- けものみち（1965年、東宝） - 佐伯代議士
- 大工太平記（1965年、東京映画） - 太田五兵衛
- 花と竜（1965年、東映） - 永田杢次
- 運が良けりゃ（1966年、松竹大船） - 按摩の梅喜
- 新・事件記者 大都会の罠（1966年、東京映画） - 藤崎秀雄
- 男の顔は履歴書 （1966年、松竹） - 浦山市議
- 男度胸で勝負する（1966年、東映） - 坂井栄治郎
- 三匹の狸（1966年、東宝） - 証券会社重役
- 黄金の野郎ども（1967年、日活） - 大山社長
- 乱れ雲（1967年、東宝） - 通産省参事官
- 喜劇 夫婦善哉（1968年、松竹） - 維康柳平
- 女と味噌汁（1968年、東京映画） - 赤垣代議士
- 愛のきずな（1969年、東宝＝渡辺プロ） - とん楽の主人
- 激動の昭和史 軍閥（1970年、東宝） - 大臣A
- 裸の十九才（1970年、東宝） - 網走の大家

### テレビドラマ
- 刑事物語（1957年、NHK）
- 東芝日曜劇場（TBS）
  - 第54話「石となりぬる」（1957年）
  - 第231話「ある夜の殿様」（1961年）
- 事件記者（1958年 - 1966年、NHK）
  - 第6話「二つの影 後編」（1958年） - 川崎部長刑事
- 照る日曇る日（1958年 - 1959年、NHK）
- 怪傑黒頭巾（1958年 - 1960年、NTV）
- 七色仮面（1959年 - 1960年、MBS） - 海藤
- ここに人あり 第102話「朝霧のうた」（1959年、NHK）
- 鞍馬天狗（1959年、CX）
- 生きかえった石松 / 生きかえった石松（1959年、NHK）
- 三菱ダイヤモンド劇場・直木賞シリーズ 第18・19話「お吟さま」（1960年、CX）
- これが真実だ 第20話「赤報隊滅亡記」（1960年、CX）
- 風流あばれ奉行（1960年-1961年、KR（現・TBS））
- 名勝負物語 第9話 - 第12話「二人の王将」（1960年、NTV）
- グリーン劇場 第18話「俺は知らない」（1961年、TBS）
- プリンススリラー劇場 / 光と影（1961年、CX）
- 侍（CX）
  - 第9話「日日平安」（1961年）
  - 第20話「槍一筋」（1961年）
  - 第23話「裏長屋物語」（1961年）
- ダイヤル110番（NTV）
  - 第189話「万引部隊」（1961年）
  - 第307話「大人たち」（1963年）
- 指名手配 第96話「内妻殺し」（1961年、NET）
- シャープ火曜劇場 第19話「嵐」（1962年、CX） - 平太郎
- テレビ指定席（NHK）
  - 父と子（1962年）
  - 親友（1963年）
  - 黒い炎（1963年）
- 隠密剣士 第10話「混血の目撃者」（1962年、TBS） - 大黒屋
- 名作推理劇場 / 唇は忘れない（1962年、MBS）
- 浪曲ドラマ / 盤嶽の一生（1963年、NHK）
- 三匹の侍（CX）
  - 第1シリーズ 第24話「北辺乱刃」（1964年）
  - 第6シリーズ 第11話「あゝ武士道」（1968年） - 重臣
- 風雪 / 歌舞伎開花（1964年、NHK） - 西神
- 甲州遊侠伝 俺はども安 第18話「荒浜情話」（1965年、CX）
- 木下恵介アワー（TBS）
  - 喜びも悲しみも幾歳月（1965年） - 村長
  - 記念樹（1966年） - 文句を言いに来る男
- ウルトラシリーズ
  - ウルトラQ 第17話「1/8計画」（1966年、TBS / 円谷プロ） - 1/8応募者
  - ウルトラセブン 第17話「地底GO!GO!GO!」（1968年、TBS / 円谷プロ） - 朝池炭鉱・徳田社長
- 夫婦百景 第371話「夫婦ハンコ」（1966年、NTV）
- ある勇気の記録 第16話「集中攻撃」（1967年、NET / 東映）
- 風 第20話「小指のない武士」（1968年、TBS）
- マイティジャック 第9話「地獄への案内者（ガイド）」（1968年、CX / 円谷プロ） - Q幹部
- 五人の野武士 第13話「赤い砦の狼」（1968年 - 1969年、NTV）
- 銭形平次 第156話「浮世数え唄」（1969年、CX） - 松前屋
- 新・日本任侠伝 第1話「灰神楽三太郎」（1969年、NET）
- 右門捕物帖 第4話（1969年、NTV）
- 新・平四郎危機一発 第17話（1970年、TBS）
- 天を斬る（1969年 - 1970年、NET）
- 鬼平犯科帳（松本幸四郎版） 第１シリーズ
  - 第７話「暗剣白梅香」（1969年、NET / 東宝） - 三の松平十 役
  - 第28話「縄張り」（1970年、NET / 東宝） - 三の松平十 役
  - 第51話「艶婦の毒」（1970年、NET / 東宝）‐ 和尚
- 柳生十兵衛 第16話「三九郎故郷へ帰る」（1971年、CX） - 山野屋喜兵衛
- 旗本退屈男 第15話（1971年、CX）
- プレイガール 第98話「おんな命の賭けどころ」（1971年、東京12チャンネル）
- ジキルとハイド 第13話「永遠の標」（1973年[注釈 4]、CX）
- 恐怖劇場アンバランス 第3話「殺しのゲーム」（1973年[注釈 4]、CX / 円谷プロ） - 医師
- NHK大河ドラマ / 勝海舟（1974年、NHK） - 妙見の長谷川老人

## 註